# Chomatobius laticeps
Chomatobius laticeps är en mångfotingart som först beskrevs av Charles Thorold Wood 1862.  Chomatobius laticeps ingår i släktet Chomatobius och familjen trädgårdsjordkrypare. Inga underarter finns listade i Catalogue of Life.